# Marie Anneler
Marie Anneler (* 21. April 1854 in Neuhausen am Rheinfall; † 24. Juni 1933 in Bern; heimatberechtigt in Schaffhausen und Thun) war eine Schweizer Glasmalerin und Schriftstellerin.

## Leben und Werk
Marie Anneler, geborene Beck, stammte aus einer Schaffhauser Künstlerfamilie. 1881 heiratete sie Franz Ludwig Anneler (* 1847). Dieser war Buchdrucker und Fabrikant von Buchdruckwalzen. Das Paar hatte vier Kinder; darunter eine Tochter, Hedwig Anneler, und einen Sohn, den Künstler Karl (1886–1957).
Anneler arbeitete schon in ihrer Jugend bei ihren Vettern als Glasmalerin. Ihre Werke sind u. a. im Bernischen Historischen Museum und im Landesmuseum Zürich zu sehen. Sie besuchte häufig ihre Schwester in Thüringen auf Schloss Altenstein, die dort als Haushälterin für Georg von Sachsen-Meiningen arbeitete.
Anneler publizierte ihre Zeitschriftenbeiträge anfänglich unter dem Pseudonym «Hans Eck». Auf Rat von Joseph Victor Widmann veröffentlichte sie später u. a. in den Zeitschriften Garbe und Helvetia unter ihrem Namen.